# Балерина (мультфільм)
«Балерина» (англ. Ballerina) — канадсько-французький анімаційний фентезійний фільм-мюзикл, знятий Еріком Саммером і Еріком Воріном. Світова прем'єра стрічки відбулась 19 жовтня 2016 року на дитячому кінофестивалі в Парижі (Mon Premier Festival). В український широкий прокат вона вийшла 26 січня 2017 року. Фільм розповідає про 11-річну дівчину-сироту Феліс, яка втікає з дитячого будинку і вирушає до Парижу, де бажає здійснити свою мрію — стати балериною.

## У ролях
| Актор             | Роль                                                |
| ----------------- | --------------------------------------------------- |
| Ель Феннінг       | Феліс                                               |
| Дейн Де Гаан      | Віктор (молодий винахідник і найкращий друг Феліс)  |
| Карлі Рей Джепсен | Одетт (колишня прима-балерина, яка допомагає Феліс) |
| Терренс Скаммелл  | Меранте (учитель у балетній школі)                  |
| Медді Зіглер      | Каміль Ле Гот (суперниця Феліс у балетній школі)    |
| Джулі Ханер       | Режін Ле Гот (заможна мати Каміль)                  |

## Український дубляж
- Феліс Міллінер — Юлія Перенчук
- Віктор — Андрій Федінчик
- Одетт — Антоніна Хижняк
- Меренте — Андрій Твердак
- Каміль — Наталя Денисенко
- Режін Лео — Катерина Буцька
- Двірник — Анатолій Зіновенко
- Пані вихователька — Ірина Грей
- Лютео сальний охоронець, листоноша, Матурін — Андрій Альохін
- Дора — Соня Кіперман[1]
- Рудольф — Павло Скороходько
- Директор опери — Ярослав Чорненький

Мультфільм дубльовано студією «ААА-sound» у 2017 році.
- Режисери дубляжу —  Олександр Єфімов, Катерина Брайковська
- Перекладач — Юлія Когут

## Виробництво
Хореографія в мультфільмі була зроблена за допомогою захоплення руху двох артистів балету — Орелі Дюпон та Джеремі Белінгарда.

## Критика
Фільм отримав схвальні відгуки від критиків. На вебсайті Rotten Tomatoes стрічка має рейтинг 91 % за підсумком 11 рецензій критиків, а її середній бал становить 6,2/10.

## Історичні ляпи
Оскільки в кадрі присутня недобудована Ейфелева вежа події мультфільму відбуваються в 1888 році, водночас:
- вихователька сиротинця керує мотоциклом, хоча перший серійний мотоцикл почали виробляти лише в 1894 році. Наявні на той час моделі прототипів мотоциклів навряд чи були доступні для сиротинця, а їх максимальна швидкість не перевищувала 20 кілометрів на годину, що виключало можливість влаштовувати карколомні перегони;
- головна героїня змагається за отримання ролі Клари у виставі Лускунчик, хоча прем'єра цієї вистави відбулася не в Парижі, а в Петербурзі лише в 1892 році;
- в одній зі сцен фільму є грамофон що грає, хоча грамофон був запатентований роком раніше ніж дії, які відбуваються у мультфільмі й теоретично його прототип міг бути в заможній родині, вигляд грамофона у мультфільмі не відповідає вигляду перших моделей цього пристрою;
- відповідно до сюжету фільму в майстерні інженера Ейфеля у стані виготовлення знаходиться Статуя Свободи. Дійсно — Статуя Свободи була виготовлена у Франції, але її виробництво у Франції було завершене в 1884 році, а в 1886 році відбулося урочисте відкриття статуї на її теперішньому місці у місті Нью-Йорк.